# Coleophora biseriatella
Coleophora biseriatella é uma espécie de mariposa do gênero Coleophora pertencente à família Coleophoridae.